# Leptacis fragilis
Leptacis fragilis är en stekelart som beskrevs av Peter Neerup Buhl 2002. Leptacis fragilis ingår i släktet Leptacis och familjen gallmyggesteklar. Inga underarter finns listade i Catalogue of Life.